# Kim Kuk-hyang (haltérophilie)
Pour les articles homonymes, voir Kim Kuk-hyang.
Kim Kuk-hyang est une haltérophile nord-coréenne née le 20 avril 1993. Elle a remporté la médaille d'argent de l'épreuve des plus de 75 kg aux Jeux olympiques d'été de 2016 à Rio de Janeiro.

## Palmarès

### Jeux olympiques
- Haltérophilie aux Jeux olympiques d'été de 2016 à Rio de Janeiro
  -  Médaille d'argent en plus de 75 kg.

### Jeux olympiques de la jeunesse
- Haltérophilie aux Jeux olympiques de la jeunesse d'été de 2010  à Singapour
  -  Médaille de bronze en plus de 63 kg.

### Championnats du monde d'haltérophilie
- Championnats du monde d'haltérophilie 2015 à Houston
  -  Médaille de bronze en plus de 75 kg.

### Championnats d'Asie d'haltérophilie
- Championnats d'Asie d'haltérophilie 2017 à Achgabat
  -  Médaille d'argent en plus de 90 kg.
- Championnats d'Asie d'haltérophilie 2016 à Tachkent
  -  Médaille d'or en plus de 75 kg.
- Championnats d'Asie d'haltérophilie 2015 à Phuket
  -  Médaille d'argent en plus de 75 kg.

### Universiade
- Universiade d'été de 2017 à Taipei
  -  Médaille d'or en plus de 90 kg.